# Swedish Street Rod Association
Swedish Street Rod Association, förkortat SSRA, är en förening som bildades 1975. Dess medlemmar äger, bygger/konstruerar eller är intresserade av att bygga/skaffa en Street Rod eller Hot Rod. SSRA har varit pådrivande för att vi sedan 1982 kan få ombyggda och amatörbyggda bilar godkända av Bilprovningen (AB Svensk Bilprovning).